# 加拿分 (西澳州)
卡納芬（英語：Carnarvon）是澳大利亞西澳大利亞州加斯科内的一個臨海小镇，位於伯斯以北900（560英里）。據2011年人口普查，卡納芬有人口4,559人。這裡的主要產業有礦業、語言、旅遊業和農業。

## 外部連結
- Shire of Carnarvon （页面存档备份，存于）
- Australian Places - Carnarvon （页面存档备份，存于）
- Carnarvon Flood Photos 2010 - ABC （页面存档备份，存于） Last accessed 22 December 2010